# Cổng trời Mường Lống
Dốc Cổng Trời Mường Lống là dốc trên đường liên xã tới trung tâm hành chính xã Mường Lống huyện Kỳ Sơn tỉnh Nghệ An, Việt Nam .
Xã Mường Lống nằm trong thung lũng núi cao 1485 mét, cách thành phố Vinh cỡ 300 km. Dốc Cổng Trời Mường Lống là hiện đường tiếp cận trung tâm xã.